# Philipp Salzmann
Philipp Salzmann (Erfurt, 1781 – Montpellier,  1851) foi um médico, botânico, entomologista e pedagogo alemão.